# Nico Schmidt
Nico Schmidt (20 de agosto de 1978) es un deportista alemán que compitió en lucha grecorromana. Ganó una medalla de bronce en el Campeonato Europeo de Lucha de 2009, en la categoría de 120 kg.

## Palmarés internacional
| Campeonato Europeo | Campeonato Europeo | Campeonato Europeo | Campeonato Europeo |
| Año                | Lugar              | Medalla            | Categoría          |
| ------------------ | ------------------ | ------------------ | ------------------ |
| 2009               | Vilna (Lituania)   | Medalla de bronce  | 120 kg             |